# Salvador Albuixech i Mañas
Salvador Albuixech i Mañas (Barcelona, 1946, Barcelona, 2023) era un comerciant i dirigent veïnal català. Va viure la seva infantesa al barri de la Sagrada Família, però es va traslladar i ha viscut més de 30 anys a Sarrià - Sant Gervasi.
Ha sigut president de l'Associació de Comerciants de Sant Gervasi, Barnavasi i Galvany Comerç des de 1998. Va mantindre un contacte fluid amb l'Ajuntament de Barcelona a través del Consell del Districte, i que ha permès donar resposta a les necessitats de millora del teixit comercial i crear formes de col·laboració dels comerciants amb els veïns del barri, com ara la Mostra d'Entitats i Comerços. Formaba part, en representació de Barnavasi, del Fòrum Ciutat i Comerç, presidit per l'alcalde.
També és autor de diferents obres i de col·laboracions amb publicacions sobre la ciutat de Barcelona, de les quals destaca Un passeig pel Gòtic (2003). El 2004 va rebre la Medalla d'Honor de Barcelona.